# Christelijke Hogeschool Windesheim
Christelijke Hogeschool Windesheim – politechnika w Zwolle w Holandii. Razem z Vrije Universiteit Amsterdam tworzy związek Vereniging VU-Windesheim, który powstał w 1880.